# Касание
Касание — свойство двух линий или линии и поверхности иметь в некоторой точке общую касательную прямую или свойство двух поверхностей иметь в некоторой точке общую касательную плоскость.
Точка, в которой две геометрические фигуры имеют касание, называется точкой касания или точкой соприкосновения.

## Порядок касания
Порядок касания является характеристикой близости двух линий, линии и поверхности или двух поверхностей в окрестности их общей точки.
- Предположим, что для двух кривых {\displaystyle \gamma _{1}=\{\mathbf {r} _{1}(s)|s\in \mathbb {R} \}} и {\displaystyle \gamma _{2}=\{\mathbf {r} _{2}(s)|s\in \mathbb {R} \}} задана натуральная параметризация. Говорят, что кривые имеют в точке {\displaystyle P} касание порядка {\displaystyle m}, если точка {\displaystyle P} принадлежит им обоим и их первые {\displaystyle m} производных {\displaystyle {\frac {d^{m}\mathbf {r} _{1,2}(s)}{ds^{m}}}} в точке {\displaystyle P} совпадают. Иначе говоря, расстояние между {\displaystyle \mathbf {r} _{1}(s)} и {\displaystyle \mathbf {r} _{2}(s)} есть {\displaystyle o(s^{m})}.

### Связанные определения
- Касательная к кривой {\displaystyle \gamma } в точке {\displaystyle P} — прямая, имеющая с {\displaystyle \gamma } в точке {\displaystyle P} касание первого порядка.
- Радиус кривизны кривой {\displaystyle \gamma } в точке {\displaystyle P} — это радиус окружности, имеющей с кривой {\displaystyle \gamma } в точке {\displaystyle P} касание второго порядка.